# Projekt dearMoon
Projekt dearMoon – księżycowa wyprawa turystyczna i projekt artystyczny opracowany i finansowany przez japońskiego miliardera Yūsaku Maezawę. Korzystając ze statku Starship, wyprodukowanego przez prywatną firmę SpaceX, Maezawa miał odbyć lot wokół Księżyca. Jego współpasażerami miało być ośmiu artystów. Projekt został zapowiedziany we wrześniu 2018 r.. W 2023 roku lot został przełożony na czas nieokreślony, do momentu ukończenia budowy Starshipa. W czerwcu 2024 roku projekt został anulowany.
Celem projektu było umożliwienie znakomitym artystom odbycia sześciodniowej podróży wokół Księżyca. Maezawa oczekiwał, że doświadczenie turystyki kosmicznej zainspiruje towarzyszących mu artystów do stworzenia nowej sztuki. Dzieła stworzone w efekcie podróży miały zostać wystawione przez jakiś czas po powrocie na Ziemię, aby pomóc w promowaniu pokoju na świecie.
W 1970 r. Apollo 13 przeleciał wokół Księżyca, wykorzystując podobną trajektorię, bez wchodzenia na orbitę ani lądowania. W ciągu najbliższej dekady NASA planuje przeprowadzić dwa loty okrążające Księżyc Artemis 1 i Artemis 2, które również będą korzystać z podobnych sześciodniowych trajektorii.

## Załoga
Yūsaku Maezawa – miliarder

 Steve Aoki – producent muzyczny

 Tim Dodd – youtuber

 Yemi A.D. – choreograf

 Rhiannon Adam – fotograf i pisarka

 Karim Iliya – fotograf i filmowiec

 Brendan Hall – twórca filmowy

 Dev Joshi – aktor

 Choi Seung-hyun – raper